# Acrotocepheus curvisetiger
Acrotocepheus curvisetiger är en kvalsterart som beskrevs av Aoki 1984. Acrotocepheus curvisetiger ingår i släktet Acrotocepheus och familjen Otocepheidae. Inga underarter finns listade i Catalogue of Life.